# Alchemilla rhodocycla
Alchemilla rhodocycla é uma espécie de rosácea do gênero Alchemilla, pertencente à família Rosaceae.